# John Lucas III
John Harding Lucas III (ur. 21 listopada 1982 w Waszyngtonie) – amerykański koszykarz występujący na pozycji rozgrywającego, po zakończeniu kariery zawodniczej trener koszykarski, od 2023 asystent trenera Phoenix Suns.
Jest synem byłego zawodnika oraz trenera NBA - Johna Lucasa II.
7 stycznia 2017 został zwolniony przez klub Minnesoty Timberwolves.
21 czerwca 2023 dołączył do sztabu szkoleniowego Phoenix Suns.

## Osiągnięcia
NCAA
- 2-krotny mistrz Konferencji Big 12 (2004, 2005)[1]
- Zaliczony do[1]:
  - I składu:
    - Big 12 (2004, 2005)
    - pierwszoroczniaków Big 12 (2002)
    - turnieju konferencji Big 12 (2004, 2005)[4]
    - zawodników Big 12, którzy poczynili największy postęp (2004)[4]

  - III składu All-American (2004 – przez AP)[4]
  - składu All-Big 12 Honorable Mention (2003)

NBA
- Zaliczony do I składu letniej ligi  NBA 2006[4]

Inne
- Mistrz D-League (2009)[1]
- Wicemistrz ligi ACB (2009)
- Zaliczony do II składu NBA D-League (2006)[1]
- Uczestnik CBA All-Star Game (2010)